# دیلو براون
دیلو براون (انگلیسی: D'Lo Brown؛ زادهٔ ۲۲ اکتبر ۱۹۷۰) کشتی‌گیر کشتی حرفه‌ای اهل ایالات متحده آمریکا است.